# Université Italie-Azerbaïdjan

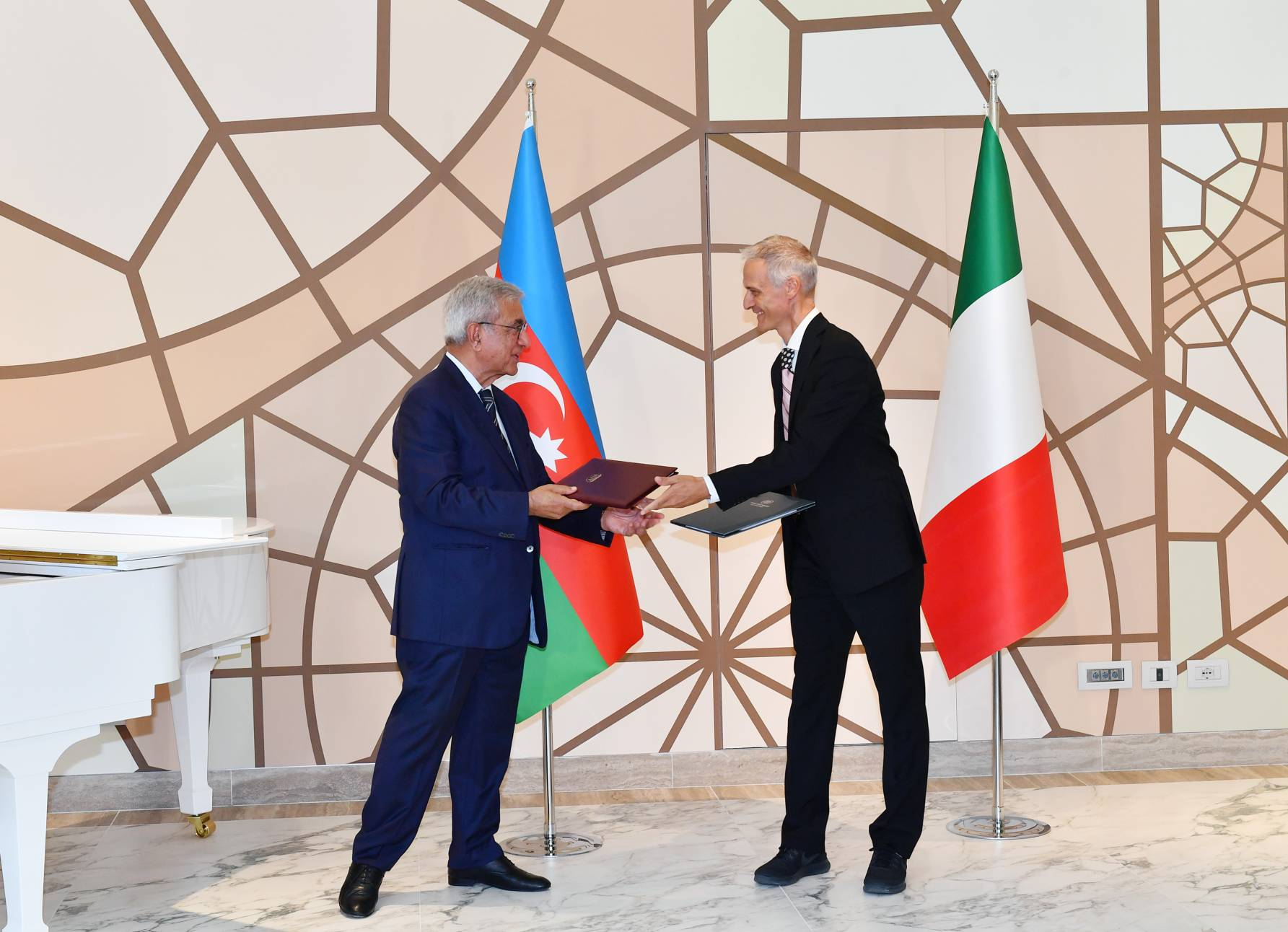
Cérémonie de création de l'université à Rome en septembre 2022.

L'Université Italie-Azerbaïdjan est un établissement d'enseignement supérieur créé en 2022 grâce à une collaboration entre l'Université d'ADA et cinq universités italiennes : l'Université Luiss, l'Université de Bologne, l'École polytechnique de Milan, l'École polytechnique de Turin et l'Université de Rome « La Sapienza ». Elle doit être établie à Bakou.

## Histoire
L'accord portant création de l'Université Italie-Azerbaïdjan a été signé en 2022 à l'ambassade d'Azerbaïdjan à Rome.
Le nouveau campus doit être ouvert durant l'année universitaire 2025-2026.